# Посёлок детского санатория «Итларь»
Посёлок детского санатория «Итларь» — населённый пункт в Ростовском районе Ярославской области России.
В рамках организации местного самоуправления входит в Петровское сельское поселение, в рамках административно-территориального устройства — в Итларский сельский округ.
В посёлке находится детский соматический санаторий «Итларь».

## География
Расположен в 39 км к юго-западу (по прямой) от центра города Ростова и в 18 км к югу от рабочего посёлка Петровское.
В 3 км к северо-востоку находится деревня Итларь.

## Население
| 2007 | 2010 |
| ---- | ---- |
| 124  | ↘113 |

Согласно результатам переписи 2002 года, в национальной структуре населения русские составляли 97 % от всех жителей.